# Reina Consorte de Hungría

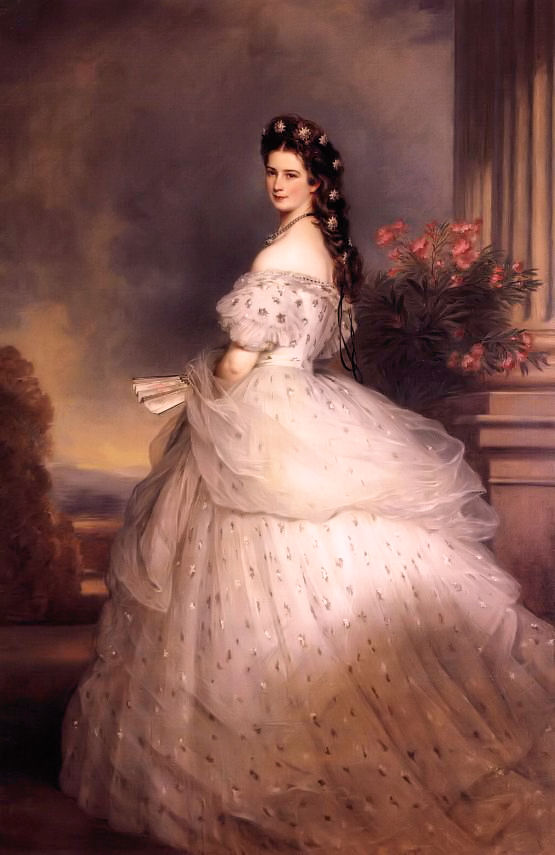
La reina Isabel, "Sissi", por Francisco Javier Winterhalter.

Este título corresponde a la esposa del rey de Hungría (en húngaro:Királyné, literalmente "la señora del rey").
Desde la creación del Reino de Hungría en el año 1000 por el rey San Esteban I de Hungría, como es propio surgió el título de Reina consorte, el cual fue ocupado por nobles europeas de prácticamente casi todas las nacionalidades, que en muchas ocasiones ejercieron gran influencia sobre sus esposos. De esta manera la figura de la reina consorte existió en el reino húngaro desde el año 1000 hasta 1918.
(Para ver la lista de reinas consortes de Hungría desde la fundación del Reino en el 1000 hasta antes de la creación del Imperio austrohúngaro en 1867 ver el anexo: Reinas consortes de Hungría)

## Lista de las reinas consortes delImperio austrohúngaro(1867-1918)
- Reina Isabel, más conocida por el diminutivo Sissi (nacida Elisabetta Amalia Eugenia von Wittelsbach, Duquesa de Baviera), fue emperatriz de Austria (1854-1898) y reina de Hungría (1867-1898), como esposa del Emperador-Rey Emperador Francisco José I. Su padre, el duque Maximiliano de Baviera perteneció a una dinastía de rama secundaria de los duques de Baviera y su madre, Ludovica, era hija del rey Maximiliano I de Baviera. Fue la primera Reina de Hungría.

- Reina Zita, hija de Roberto, duque de Parma y su segunda esposa, María Antonia de Portugal. Fue la última emperatriz y reina consorte de Austria-Hungría (1916-1918) como esposa de Carlos I de Austria y IV de Hungría. Entre sus ancestros más cercanos se encontraban varios reyes de las casas reinantes de España, Portugal y Francia.

- Datos: Q6104578